# Bramerit
Le Bramerit est une rivière française et un affluent droit de la Charente. Il arrose le département de la Charente-Maritime, dans la région Nouvelle-Aquitaine.

## Géographie
Le Bramerit prend sa source dans la commune de Brizambourg et, après avoir serpenté dans une petite vallée étroite, son cours conflue dans la Charente à Crazannes.
Sa longueur est de 24 km.

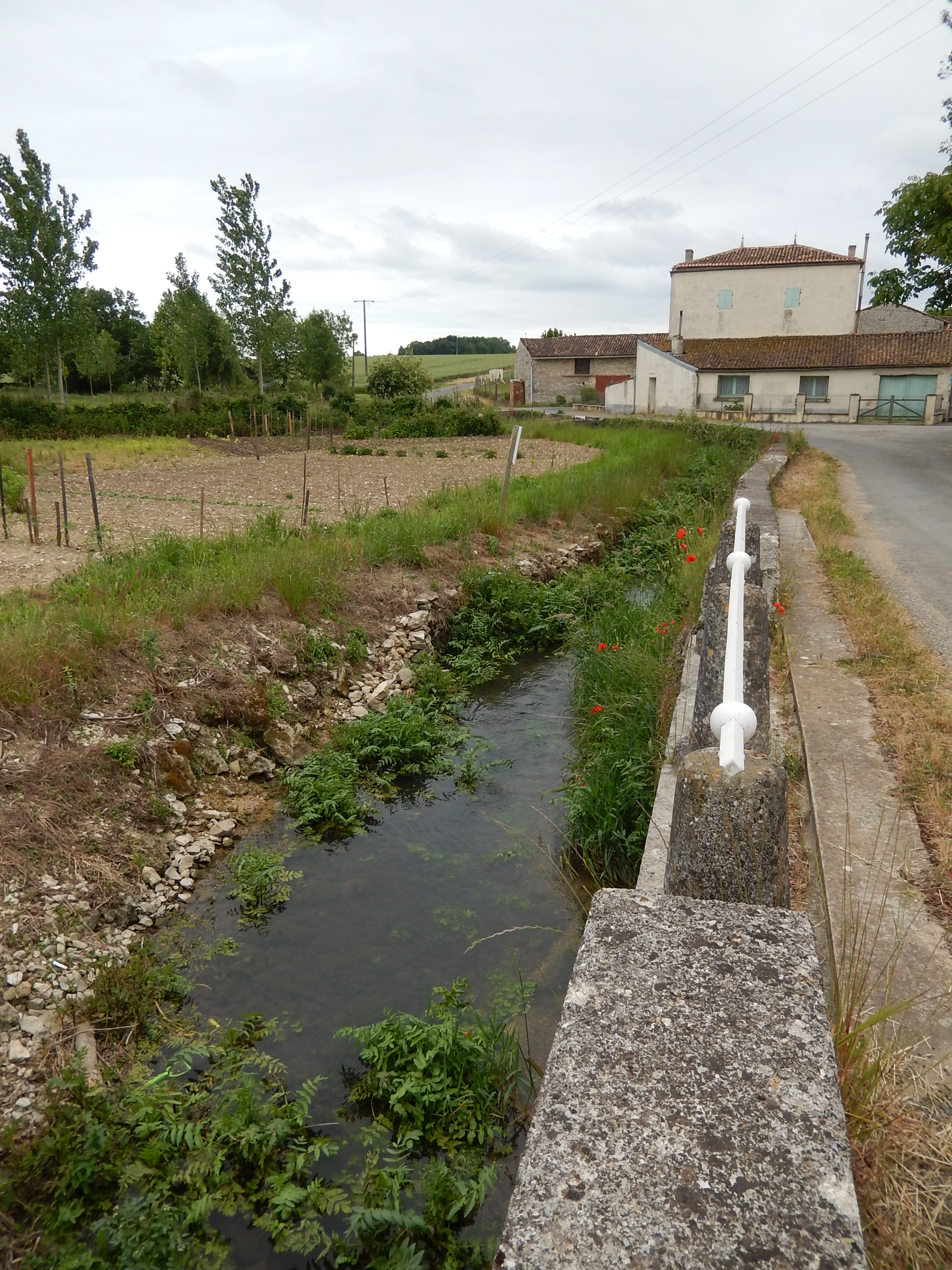
Le Bramerit dans la commune de Saint-Hilaire-de-Villefranche.
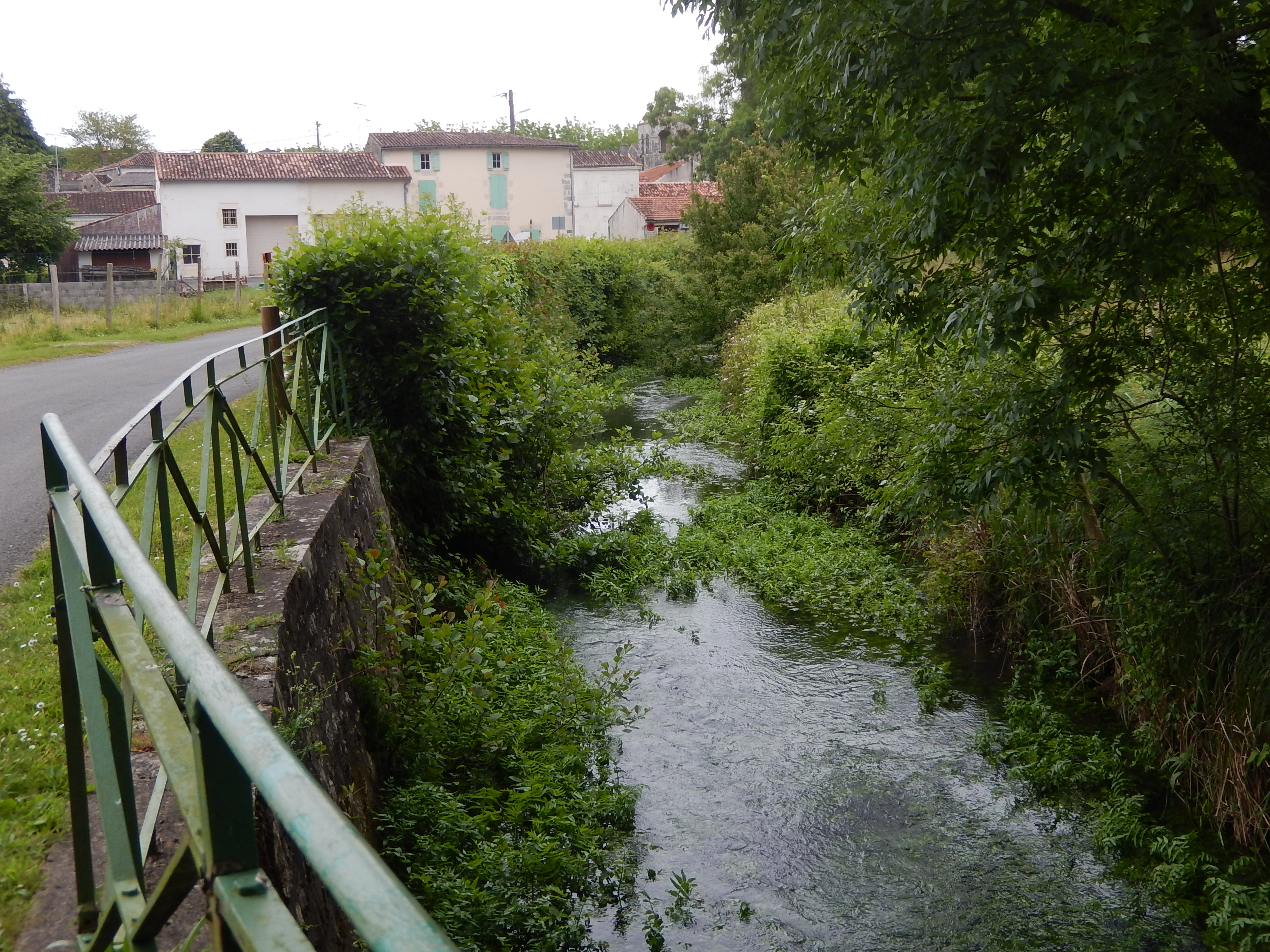
Le Bramerit à Grandjean.

## Communes et cantons traversés
Le Bramerit traverse successivement les communes de Brizambourg, Écoyeux, Saint-Hilaire-de-Villefranche, Grandjean, Taillebourg, Saint-Savinien et Crazannes.
En termes de cantons, le Bramerit traverse le canton de Saint-Hilaire-de-Villefranche, le canton de Burie et le canton de Saint-Savinien.

### Affluents
Le Bramerit a trois affluents :
- le ruisseau de Fontvieille, de 3,8 km[2] de long, sur les deux communes de Fenioux et Grandjean.
- le ruisseau du Sauvaget, de 3,1 km[3] de long, sur les trois communes de Saint-Savinien,Taillant et Grandjean.
- le Bief le Vieux Ruisseau, de 2,1 km[4] de long, à Saint-Savinien.